# Eristalis alleni
Eristalis alleni är en tvåvingeart som beskrevs av Thompson 1997. Eristalis alleni ingår i släktet slamflugor, och familjen blomflugor.
Artens utbredningsområde är Costa Rica. Inga underarter finns listade i Catalogue of Life.